# Душан Станикић
Душан Сзтаникић (Крагујевац, 1978) српски је позоришни глумац. Члан је глумачког ансамбла Књажевско-српског театра од 2008.

## Биографија
Рођен 25. маја 1978. године у Крагујевцу. Глумом се бавио аматерски од 1996. године. Дипломирао је глуму на Факултету уметности у Приштини у класи Јовице Павића. 
Добитник је колективне Годишње награде Књажевско-српског театра као члан ансамбла представе Бајка о мртвој царевој кћери 2011. године.
Током студија играо у више испитних и дипломских представа и филмова студената позоришне и филмске режије. У матичној кући режирао је дуговечну и награђивану монодраму Дневник једног лудака по Гогољу. За њу је 2023. добио Специјалну награду за режију на фестивалу Цео свет театар у Нижњем Новгороду у Русији.                                                   
У Удружењу глувонемих режирао представу Ноћ инспирисану драмом „Ричард III“ В. Шекспира која добија награду на републичким сусретима. Поводом отварана позоришне сцене у ЦЗНТК „Абрашевић“ режира представу Шекспир по мотивима Шекспирових трагедија. Режирао и више кратких видео форми: трејлера, реклама, музичких спотова.

## Улоге
У Књажевско-српском театру остварила следеће улоге: 
- Аврам (В. Шекспир, Ромео и Јулија),
- Виталиј (Н. Кољада, Бајка о мртвој царевој кћери),
- Остале улоге (Ђ. Милосављевић, Контумац или Берман и Јелена),
- Ладјевић и Слуга (М. Црњански, Сеобе),
- Шаренгаћа (Д. Поповић, Конак у Крагујевцу),
- Службеник са шалтера (Џ. Дјукс, П. Мид и Д. Парнел, Теза),
- Момак из министарства (Б. Нушић, Госпођа министарка),
- Бибрих (М. Флајсер, Пионири у Инголштату),
- Дес и Наредник (Х. Пинтер/Х. Милер/Платон, Клуб Нови светски поредак),
- Псоглави и Први хајдук (Ђ. Милосављевић, Ђаво и мала госпођа),
- Реј Дули (М. Макдона, Лепотица Линејна),
- Ансамбл (Р. Бин, Један човек, двојица газда),
- Калвин (Д. Ц. Џексон, Моје бивше, моји бивши),
- Један морнар (Л. Пирандело, Човек, звер и врлина),
- Дил (Х. Ли, Убити птицу ругалицу),
- Официр (Г. Марковић, Зелени зраци),
- Лео (К. Лудвиг, Преваранти у сукњи),
- Милан (Н. Брадић, Принцип суперстар – Месечари),
- Продавац Милија (М. Јелић, Јелисаветини љубавни јади због молера),
- (П. Трајковић, Три прасета),
- Душица (В. Шекспир, Сан летње ноћи),
- Лепи (Д. Петровић, Џаст мерид),
- Неколико улога (П. Михајловић, Двеста,
- Квирли (Ј. Вујић, Негри),
- Унетник (Золтан Егреши, Блитва у кримпир).
- Амос Фјодорович Љапкин-Тјапкин (Н. В. Гогољ, Ревизор),
- Двојка (У. Визек, Ја од јутра нисам стао).

## Режије
- Бајка о мртвој царевој кћери, Николај Кољада[2]
- Дневник једног лудака, Н. В. Гогољ.
- Кечап, по тексту Марије Солдатовић